# マラケシュ (ボードゲーム)
『マラケシュ』（Marrakech）は、2007年にフランスのギガミック社から販売されたボードゲーム。2008年にツォッホ社が買い上げ『ズライカ』(Suleika)の名前でリメイクして販売している。

## 製作者
作者はドミニク・アールハルト。

## ゲームの概要
モロッコの都市マラケシュの市場をゲームの舞台に、小さな絨毯を上手に敷いていくゲーム。
プレーヤーは2～4人（4人が推奨）、対象年齢6歳以上。
1人の商人コマを7×7の正方形のゲームボードの上で全員で動かしながら、なるべく他の人が自分の色の絨毯を踏んでお金を支払ってくれるように絨毯を配置していく。

## 商品の仕様
セット内容
- 紙製ボード
- 布製絨毯 57枚（赤・黄・オレンジ×15枚、青×12枚）
- 木製貨幣 40枚（2色×20枚）
- 木製人形（アッサム）
- 木製サイコロ - 目は『1,2,2,3,3,4』となっている

サイズ
- 幅36×奥行36cm

箱サイズ
- 幅28×奥行28×高さ6cm

## 遊び方
絨毯の数は、4人は12枚、3人は15枚、2人は24枚。
コインの数は、4人では30
1. 商人をボードの中央に立たせ、最初のプレーヤーが商人の向きを決めさいころを振る。出た目の数だけ商人を動かす（斜めは不可）。
2. 止まったマスに自分以外のプレーヤーの絨毯があれば、そのプレーヤーにお金を支払う。
3. 止まったマスの周囲に絨毯を敷く。この時他のプレーヤの絨毯に重なってもいいがすべて覆うことはできない。
4. 最後の絨毯を敷き終わるとゲーム終了。ゲーム終了時の自分の絨毯のマス目の数と、稼いだ金額の合計が最も多いプレーヤーの勝利。

## 受賞歴等
- フランス年間ゲーム大賞2008 受賞
- ドイツ年間ゲーム大賞2008 ノミネート
- オーストリア年間ゲーム大賞2008 受賞